# メンリン市
メンリン市（メンリンし）は中国チベット自治区ニンティ市の県級市の一つ。市名はチベット語で「薬洲」の意。市政府所在地はメンリン鎮（米林鎮）。南部は国境係争地帯であるインドのアルナーチャル・プラデーシュ州の一部として実効支配されている。ローバ族の居住地域である。

## 行政区画
3鎮、4郷、1民族郷を管轄：
- 鎮：メンリン鎮（米林鎮）、派鎮、臥竜鎮
- 郷：丹娘郷、扎西繞登郷、里竜郷、羌納郷
- 民族郷：南伊ローバ族郷

## 地理
ニンティ市の中西部、ヤルンツァンポ川の中流、ニェンチェンタンラ山脈とヒマラヤ山脈の間に位置する。平均海抜は3,700m。

## 経済
鉱物資源は砂金、石膏、石灰岩、クロミウム、鉄など。
農耕と林業が主。主な樹種はモミ、トウヒ、松、オーク、イトスギ他。木材の総蓄積量は4000万km3。特産の果実はリンゴ、クルミ、モモ。

## 交通

### 航空
- ニンティ空港

### 鉄道
- 中国国家鉄路集団
  - ラサ・ニンティ鉄道

### 道路

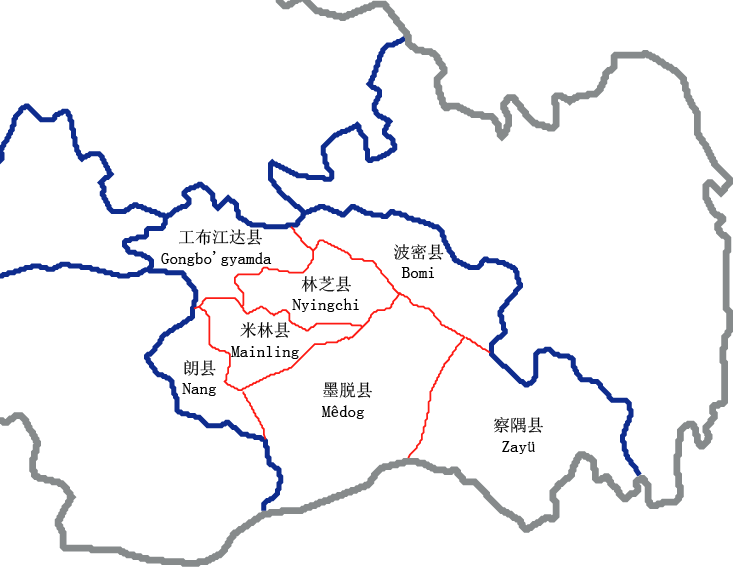
ニンティ地区の行政区画

- 高速道路
  -  林米高速道路